# Lego Batman, le jeu vidéo
Pour les articles homonymes, voir Lego Batman.
Lego Batman, le jeu vidéo est un jeu vidéo d'action-aventure développé par Traveller's Tales et édité par Warner Bros. Games en 2008. Il est basé sur l'univers de Batman, mais avec des personnages et décors en Lego.
C'est la troisième licence à rejoindre les jeux vidéo Lego, après Lego Star Wars et Lego Indiana Jones. Contrairement à ses prédécesseurs, le jeu ne reprend pas exactement la trame de films en particulier, mais reprend de nombreux personnages et lieux de son univers. Ce jeu, dans lequel l'humour est omniprésent, se veut être un mélange d'hommage et de parodie du héros de Gotham City.
Il connaît deux suites, Lego Batman 2: DC Super Heroes en 2012 et Lego Batman 3 : Au-delà de Gotham en 2014.

## Trame
Lego Batman ne reprend pas exactement la trame des films sous la licence Batman mais garde les principes de l'histoire globale de Batman. Le jeu se passe à Gotham City où trois des plus grands ennemis de Batman, le Sphinx (aussi appelé l'Homme Mystère), le Joker, et le Pingouin se lancent dans le braquage de la banque nationale de Gotham.
Les cinématiques et le jeu ne comportent pas de paroles, l'histoire est contée uniquement via les événements montrés et les courtes cinématiques.

### Épisode 1: La soulte du Sphinx
Au début du jeu, de nombreux vilains de l'univers de Batman s'échappent de l'asile d'Arkham, libérés par le Joker et Double-Face. Ils répandent alors la terreur dans Gotham, diffusant du gaz hilarant et s’attaquant aux forces de police. Dépassé par les événements, le commissaire Gordon décide de déclencher le Bat-signal pour appeler Batman à la rescousse. Peu après, on voit le Sphinx échafauder un plan avec ses acolytes Gueule d'argile, Mr. Freeze, Double-Face et L'Empoisonneuse.

#### Niveau 1: Batman à la banque
Dans ce premier niveau, le principal vilain est Gueule d'argile, qui effectue le braquage d'une banque. Il finit par se faire attraper par Batman et Robin qui le piègent dans une cellule. Double-Face débarque alors avec le Sphinx, lequel laisse à Batman une caisse contenant des pièces Lego qui laissent les deux héros perplexes. L'Homme-mystère s'enfuit dans le fourgon de Double-Face, mais Batman parvient à placer un traceur GPS sur celui-ci.

#### Niveau 2: Un accueil bien froid
En suivant le GPS, Batman et Robin parviennent au repère de Mr. Freeze, devant lequel se trouvent déjà des policiers congelés. Ils se lancent alors sur ses traces. Après l'avoir retrouvé, ils l'affrontent et le laissent K.O. Le Sphinx arrive, laisse une autre caisse en narguant les héros et repart à nouveau avec Double-Face.

#### Niveau 3: La chasse à Pile ou Face
Le troisième niveau débute alors que la police retrouve les deux vilains. Ils s'enfuient dans le fourgon blindé de Double-Face, poursuivis à la fois par les forces de l'ordre et par Batman et Robin, et appellent d’autres malfrats à la rescousse. Après une course-poursuite mouvementée, ils sont arrêtés, mais alors qu'ils semblent acculés, l'Empoisonneuse arrive juste à temps pour sauver le Sphinx avec le pouvoir de ses plantes. Il laisse de nouveau une mystérieuse caisse derrière-lui, mais aussi quelques feuilles provenant de Poison Ivy.

#### Niveau 4: Un rendez-vous empoisonné
En analysant une feuille dans sa Batcave, Batman comprend qu'il doit se diriger vers le jardin botanique, où se trouve l'Empoisonneuse. Les héros s'infiltrent dans son antre, se battent contre ses plantes carnivores gigantesques et vainquent Poison Ivy, qui tente d'amadouer Robin avec un philtre d'amour. Batman l'en empêche, et le Sphinx passe comme à son habitude pour laisser une caisse en repartant aussitôt.

#### Niveau 5: Règlement de comptes
Les pièces contenues dans les boîtes laissées par Le Sphinx permettent à Batman et Robin d'assembler un château, qu'Alfred, le majordome, reconnaît. Il leur indique son emplacement sur l'ordinateur de la Batcave. Il s'agit de la banque de Gotham. Le Sphinx et Double-Face les y attendent en leur tendant des pièges. L'affrontement final se situe dans la salle forte de la banque, où Batman et Robin battent Double-face et le Sphinx. Ils les renvoient, ainsi que tous les vilains rencontrés durant le chapitre, à l'asile d'Arkham.

### Épisode 2: Le Pingouin fou de puissance
Catwoman, Bane, Man-Bat, Killer Croc et le Pingouin sont réunis dans un sous marin autour du Pingouin, qui prépare un plan maléfique. L'équipe pose un peu plus tard des cartons contenant des pingouins à différents endroits de Gotham.

#### Niveau 1: Encore elle
Catwoman est surprise par Batman et Robin alors qu'elle vient de voler une pierre précieuse. Ils se lancent à sa poursuite, ce qui les emmène jusque sur les toits de la ville. Catwoman vaincue, elle tente de séduire Batman en l'embrassant, et laisse tomber la pierre précieuse, récupérée par son chat.

#### Niveau 2: La bataille en Batbateau
Catwoman se fait piéger par Batman, qui, l'ayant attirée avec un bol de lait, en profite pour la saisir et la jeter dans un fourgon de Police. Mais non loin de là, ils aperçoivent le Pingouin et Killer Croc. Le duo s'élance à leur poursuite à bord du Batbateau et d'un vaisseau nautique. Une bataille s'ensuit dans le port à coups de missiles et de mines, de nombreux hors-bords de Killer Croc et du Pingouin en faisant les frais. La scène finale voit Batman détruire le sous-marin du Pingouin. Les deux vilains parviennent cependant à s'enfuir par une bouche d'égout.

#### Niveau 3: Sous la ville
La poursuite continue donc dans les égouts de Gotham, habités par Killer Croc alias Waylon Jones, ainsi que par des crocodiles. À l'issue de ces égouts, le duo bat l'ennemi et l'enferme derrière des barreaux.

#### Niveau 4: À deux au zoo
Man-Bat, l'homme qui avait été transformé en chauve-souris géante après une expérience ratée, s'est réfugié au zoo. Batman et Robin s'y rendent donc pour l'arrêter. Après avoir parcouru divers enclos et pénétré un bateau situé dans un marécage, ils le rejoignent et parviennent à le neutraliser grâce à un gramophone, car Man-Bat ayant l'ouïe extrêmement sensible, le son produit le rend incapable de se battre.

#### Niveau 5: La tanière du Pingouin
Batman et Robin se lancent à la poursuite du Pingouin dans un niveau glacial. Ils retrouvent également Catwoman et parviennent à les arrêter, ce qui désactive les bombes pingouins que le Pingouin avait dispersé dans Gotham.
En définitive, Bane, Killer Croc, Man-Bat, Catwoman et le Pingouin sont tous remis à l'asile d'Arkham.

### Épisode 3: Le retour du Joker
Le Chapelier fou, l'épouvantail, Harley Quinn et Killer Moth sont réunis autour du Joker. Celui-ci a déjà répandu des colis piégés contenant du gaz hilarant, mais prépare un nouveau mauvais coup.

#### Niveau 1: Le domaine du joker
Batman et Robin sont dans la Batcave en compagnie d'Alfred, quand ils reçoivent une alerte : le Joker se trouve à l'usine de produits chimiques. Ils s'y rendent alors par les airs. Après avoir parcouru l'usine, ils y trouvent le Chapelier et parviennent à l'arrêter malgré ses pouvoirs de contrôle mental. Le Joker lui, s'échappe en hélicoptère.

#### Niveau 2: Chagrin au grand chapiteau
Batman reçoit dans son Batwing un message vidéo du Joker : ce dernier se trouve au cirque avec Harley Quinn. Ils se montrent dans une mise en scène, menaçant des pantins et des animaux, et surtout le commissaire Gordon, qu'ils ont enlevé. Le duo traverse le cirque abandonné en combattant les adversaires qu'il y rencontre et arrive au niveau d'Harley Quinn, qui s'oppose à eux sous le regard impuissant de Gordon, derrière les barreaux d'une cage. Quinn, non sans avoir fait preuve de ses talents d'acrobate, s'avoue bientôt vaincue ce qui permet à Batman de libérer Gordon. Le Joker s'enfuit de nouveau à bord de son hélicoptère, hilare.

#### Niveau 3: Le vol de la chauve-souris
L'Épouvantail attaque Batman et Robin alors qu'ils surveillent la ville à partir des airs. Ils le prennent donc en chasse au-dessus des toits de Gotham avec le Batwing et le Batcopter. L'Épouvantail les combat avec l'aide du Joker, mais son hélicoptère se fait finalement détruire par les missiles de Batman. Il se retrouve éjecté ainsi que le Joker, mais les deux criminels restent en liberté.

#### Niveau 4: Dans le noir
Le commissaire Gordon envoie un message vidéo à Batman, l'appelant à l'aide car Killer Moth attaque la ville. Il s'y attèle et le poursuit dans les rues, traversant une boîte de nuit et des lieux en flammes. Il le bat à l'aide de générateurs attirant l'homme mite vers une ampoule géante. À proximité, le Joker commence déjà l'attaque de la cathédrale. 

#### Niveau 5: Le haut de la tour
Le Joker est aperçu dans les escaliers menant vers le haut de la cathédrale, alors que ses hommes de main font face à la Police sur le parvis. Batman et Robin les affrontent puis pénètrent dans l'édifice à la suite de Harley Quinn, et la poursuivent jusqu'au clocher. Ils y retrouvent le Joker et sa compagne. Après avoir abattu un hélicoptère d'un complice du Joker, les deux héros remportent la victoire en effrayant le Joker grâce à des chauve-souris. La police arrive pour constater la fin du clown et de son associée, ridiculisés.
Le Chapelier fou, l'épouvantail, Killer Moth, Harley Quinn et le Joker se retrouvent tous derrière les barreaux. 

## Système de jeu
Le principe est similaire aux autres jeux vidéo Lego : il s'agit d'un jeu d'action / plate-forme composé de briques Lego reproduisant l'univers de la licence. Il peut se jouer seul ou à deux : à deux, les deux personnages sont contrôlés chacun par un joueur, en solo le deuxième personnage est contrôlé automatiquement par le jeu. La caméra est située à des emplacements déterminées par le jeu et n'est donc pas à proprement parler contrôlable par le joueur, mais est tout de même légèrement orientable afin de mieux voir ce qui entoure les protagonistes.
Le ou les joueurs doivent parcourir l'histoire en récupérant le plus de pièces Lego possible, et en actionnant les mécanismes nécessaires à la progression dans le niveau. De nombreux ennemis s'attaquent à Batman et Robin afin de les ralentir, et un boss est généralement présent en fin de niveau.
Les personnages ont de multiples capacités, celles de base étant : sauter, frapper, saisir un ennemi, et lancer un batarang. Il est aussi possible de marcher sur un filin, ou accéder à un endroit en hauteur à l'aide du grappin. Par la suite, à l'aide de tenues supplémentaires, il est possible d'acquérir de nouvelles capacités, adaptées aux obstacles à surmonter dans le niveau. Comme dans les autres jeux Lego, il faut activer des mécanismes à des endroits clés comme des boutons, des tourniquets, etc. Des amas de pièces doivent aussi être assemblés en maintenant une touche afin de recréer un objet nécessaire à la progression.
Plusieurs véhicules rencontrés sont contrôlables, et un niveau par épisode est consacré à des poursuites et combats en véhicule, avec notamment la Batmobile, le Batbateau et le Batwing. La conduite est très typée arcade, la croix directionnelle ou le stick déterminant la direction que prend le véhicule et le faisant avancer. La Batmobile et certains autres véhicules peuvent tirer des projectiles sur les ennemis et éléments de décors, et remorquer des éléments (ennemis ou mines) à l'aide d'un grappin.
Comme dans les jeux Lego Star Wars, le jeu vidéo et Lego Indiana Jones : La Trilogie originale, il faut terminer le niveau dans un premier temps en mode « Histoire », afin de débloquer ensuite le mode « Jeu Libre » dans lequel le joueur peut recommencer le niveau avec les personnages de son choix et explorer des endroits jusqu'alors inaccessibles. De plus, le jeu permet, une fois un épisode terminé, de le rejouer sous l'histoire des vilains.
La Batcave fait office de hub pour choisir un épisode et un niveau, consulter les pièces spéciales glanées au fil du jeu et acheter des personnages et des bonus à l'aide de la monnaie accumulée.

### Items du jeu
De nombreux objets Lego peuvent être détruits, et d'autres sont indestructibles. Ils sont facilement repérables car ils se différencient du décor réaliste dans lequel se déplace le joueur. Ils laisseront échapper des pièces, des cœurs ou bien des pièces pour construire d'autres objets qui pourront se révéler essentiels à la progression.
L'argent : des pièces Lego sont parsemées dans les niveaux et font office de monnaie pour acheter, entre autres, de nouveaux personnages.
Les cœurs : la jauge de santé se limite à 4 cœurs ; on peut en récupérer en détruisant des objets ou en tuant des ennemis.
Les mini-kits : il y en a dix dans chaque niveau, on les trouve sous forme de petits objets noir cylindriques. Tous les retrouver permet de reconstituer un véhicule que l'on peut aller admirer par la suite dans la Batcave ou à l'asile. Retrouver tous les mini-kits d'un épisode débloque un bonus secret.

### Tenues de Batman et Robin
Dans les différents niveaux héros, on trouve des socles portant le logo de Batman ou de Robin et au-dessus desquelles est affichée une tenue. Quand le personnage correspondant saute au-dessus de ce socle, il enfile la tenue affichée, qui lui donne des capacités spéciales. Voici la liste des tenues de chacun :
Pour Batman :
- Tenue destruction : permet de poser des bombes ;
- Tenue planeur : permet de planer ;
- Tenue thermique : permet de toucher des objets brûlants ;
- Tenue sonore : permet de casser des surfaces en verre.

Pour Robin :
- Tenue tech : permet d'activer des mécanismes électroniques ;
- Tenue magnétique : permet de marcher sur des surfaces aimantées ;
- Tenue aspiro : permet d'aspirer des pièces pour créer des objets ;
- Tenue hydro : permet de plonger sous l'eau.

### Niveaux du jeu
Le jeu contient trois chapitres ou épisodes, chacun divisé en cinq niveaux. Au début d'une nouvelle partie, il faut terminer le premier niveau de La soulte du Sphinx pour débloquer les autres épisodes, ce qui permet alors de vivre les trois aventures dans l'ordre souhaité. Lorsqu'un chapitre est terminé dans le mode Héros, son homologue dans le mode Vilains est débloqué et devient jouable.

### Boss
Dans les niveaux héros, il y a un boss à affronter à chaque fin de niveau. Il s'agit d'un vilain emblématique de Batman et contrairement aux ennemis de base, il dispose d'un certain nombre de cœurs représentant sa santé. L'histoire d'un chapitre est terminée lorsque le chef d'une des équipes de vilains (l'Homme-mystère, le Pingouin et le Joker) est battu à la fin du cinquième niveau de celui-ci. Dans les niveaux vilains, les boss sont rares et ne sont pas forcément affrontés en fin de niveau.

## Développement
Lego Batman a été développé par le studio britannique Traveller's Tales, également à l'origine des précédents jeux vidéo Lego.
Le développement a été annoncé officiellement le 27 mars 2007. Peu après, et porté par le succès commercial et critique de Lego Star Wars, TT Games indique déjà que d'autres jeux Lego sont dans les cartons.
Warner Bros. Interactive Entertainment annonce le 8 novembre 2007 qu'il rachète le groupe TT Games, parent du studio Traveller's Tales, ces entités continuant à exister par ailleurs. Une semaine plus tard, sa sortie est confirmée pour l'Europe en 2008 sur toutes les plate-formes, et des informations sur le gameplay du jeu sont révélées, telles que la possibilité d'incarner Batman et Robin, la construction de véhicules et le mode multijoueur coopératif.
Il sort en septembre 2008 en Amérique du Nord, et octobre 2008 en Europe et en Australie, peu après la sortie du film The Dark Knight : Le Chevalier noir lors de l'été 2008.

## Musique
La musique provient du film Batman de Tim Burton sorti en 1989, et a été composée par Danny Elfman.

## Accueil

### Critique
Lego Batman est globalement bien reçu par la critique.

### Ventes
Il a connu un très important succès commercial, ses ventes mondiales étant de 12,81 millions de copies en novembre 2014. Cela en fait le jeu vidéo de super-héros le plus vendu de tous les temps, selon le Livre Guinness des records en 2014.
En 2019, il se trouve à la quatrième place des jeux vidéo adaptés de comics les plus vendus aux États-Unis[réf. nécessaire].

## Suites
Deux suites, Lego Batman 2: DC Super Heroes et Lego Batman 3 : Au-delà de Gotham, sont sorties respectivement en 2012 et en 2014.